# Lug Healthcare Technology
Lug Healthcare Technology é uma empresa estabelecida em Madri, Espanha. Está focada em tecnologia de informação na saúde trabalhando no desenvolvimento de soluções de rastreabilidade, segurança, eficiência e qualidade, nos processos críticos desenvolvidos dentro de um hospital, principalmente na farmácia hospitalar, nos serviços de ensaios clínicos e oncología.

## História
O projecto da LUG (em honra ao Deus celta Lugh) nasceu no ano 2006, sob o nome de SIG (Sistema Integrado de Gestão) e anteriormente ISISH: Integração de Sistemas de Identificação e Segurança Hospitalar, pela deusa egípcia Isis. A Lug contribui para o sector sanitário com um software de gestão da saúde para o controle dos pontos críticos que tem lugar durante o processo terapêutico. A criação desse processo tornou-se possível devido a experiência dos seus fundadores no mundo da Tecnologias da Informação (TI) em outros sectores, especialmente em alimentação e consumo de massa.
Entre os anos 1997 e 2006 foi desenvolvido um software de rastreabilidade tanto da medicação em si como do paciente em todo o processo terapêutico, desde a prescrição até a administração. O  processo é controlado por meio de códigos de identificação Global Trade Item Number (GTIN) EAN 13, sistemas de voz, controles de qualidade e etiquetado final, entre outras coisas.
Entre 2006 e 2008, é instalado o primeiro módulo de software da Lug no Hospital Universitario Vall d’Hebron em Barcelona  focado na produção de citostáticos.
Entre 2008 e 2012 são desenvolvidos novos módulos do sistema para cobrir os processos críticos do entorno da farmácia hospitalar, com rastreabilidade em todos os processos e englobando tanto as áreas de produção de antineoplásicos, quanto a gestão do estoque, controles de qualidade, aproveitamento de restos, produção de fórmulas magistrais, de nutrição parenteral e o controle dos ensaios clínicos. Em 2012 o sistema de Lug instala-se na Corporació Sanitària Parc Taulí de Sabadell (Barcelona) e inicia sua expansão internacional, no Hospital Espanhol de México na cidade do México